# Jean-Daniel Colladon
Jean-Daniel Colladon, švicarski fizik, inženir in izumitelj, * 15. december 1802, Ženeva, † 30. junij 1893, Ženeva.
Colladon je najbolj znan po svojem delu iz akustike in dinamike tekočin.

## Življenje in delo
Študiral je pravo, nato pa je delal v Ampèreovih in Fourierjevih laboratorijih. Francoska akademija znanosti je njemu in Sturmu leta 1826 podelila vsakoletno nagrado za njuno prvo merjenje hitrosti zvoka v vodi in razprševanje vodnih curkov istega leta na Ženevskem jezeru. V letu 1829 je Colladon postal profesor mehanike na École Centrale Paris. V Švico se je vrnil leta 1839.
Njegovi poskusi so tvorili enega osnovnih načel sodobnih optičnih vlaken skupaj s poskusi la Rivea, ki je ponovil Colladonov poskus s pomočjo električne obločne luči, Babineta, ki je neodvisno pokazal na enak pojav s pomočjo svetlobe sveče in steklene steklenice, ter Tyndalla, ki je leta 1870 pokazal, da svetloba potuje po določeni poti z notranjim odbojem s pomočjo vodnega curka, ki je tekel od enega rezervoarja do drugega, in svetlobnega snopa.
Za njegove sposkuse stisljivosti tekočin mu je Francoska akademija znanosti podelila nagrado. Raziskoval je tudi na področju hidravlike, parnih turbin in zračnih kompresorjev. Izumil je vrsto hidravličnega generatorja, ki je lahko poganjal vodo in tako zagotovil stalni pretok energije neglede na nivo vode.